# 米尔穆斯塔法·贾瓦迪
米尔穆斯塔法·贾瓦迪·阿里阿巴迪（波斯語：‎，2000年6月22日—），伊朗男子举重运动员，2021年世界举重锦标赛男子81公斤级银牌得主、2023年世界举重锦标赛男子89公斤级金牌得主。